# 玛哈沙拉堪大学
玛哈沙拉堪大学，简称MSU，是泰国的公立大学，2013年约有45,000名高等教育学生。
该大学有两个校区，旧校位于泰国东北部（依善地区）瑪哈沙拉堪府玛哈沙拉堪市，和泰国西北部城市Khamriang区的新校。
它是唯一一所提供古生物学研究生课程和高棉语文学学士学位的泰国大学。MSU是泰国东北部第一所提供会计艺术学士学位的大学，其次是博士生。课程在同一课题。此外，国立教育厅于2010年被评为泰国最佳教育学院，是MSU旗舰教育学院。
该大学是第一个在高等教育卓越奖QS明星系统下评选的泰国高等教育机构；根据世界大学的Webometrics排名，它已经成为泰国排名前20的大学之一。

## 国际研究所/大学
- 弗林德斯大學
- 莫道克大學
- 堪培拉大学

- 文莱达鲁萨兰大学

 柬埔寨
- 柬埔寨皇家科学院
- 柬埔寨金边皇家大学

 中国
- 华南农业大学
- 广东外语外贸大学
- 广西民族大学
- 云南热带作物职业学院
- 中国农业科学院
- 浙江大学

 丹麦
- 丹麦自然历史博物馆

 法國
- Groupe Sup de Co Montpellier Business School
- Université Paul-Valéry, Montpellier 3

 德国
- 哥廷根大学

 印度
- Osmania University
- University of Hyderabad
- Rajiv Gandhi ProudyogikVishwavidyalaya
- Tata Institute of Social Sciences

 印度尼西亞
- Jenderal Soedirman University
- Brawijaya University
- Universitas Pembangunan Panca Budi
- Semarang State University
- Bogor Agricultural University

 日本
- Kwassui Women University
- 京都工藝纖維大學
- 天理大學
- Hyogo University
- Showa University, School of Pharmacy
- 京都外国语大学

- The National University of Laos

 马来西亚
- Malaysian Hospitality College
- Universiti Malaysia Perlis
- 马来西亚国立大学
- Taylor's University

## 其他
2011年上映的泰国电影《爱在沙拉坎》中以玛哈沙拉堪大学作为拍摄取景地。